# Струве, Михаил Александрович
Михаил Александрович Струве (1890—1949) — русский писатель и поэт, критик. Племянник Петра Бернгардовича Струве.

## Биография
Родился в Самаре в сентябре 1890 года. Его отец, Александр Бернгардович, был сыном пермского губернатора Бернгарда Васильевича Струве. Мать — Юлия Петровна, урождённая Фомина.
Учился в гимназии Я. Г. Гуревича (1903—1906). Окончил 6-ю Санкт-Петербургскую гимназию (1909; серебряная медаль). Учился затем на механическом отделении Политехнического института (1909—1910, уволен по болезни), во Владимирском военном училище (1911—1913), на юридическом факультете Санкт-Петербургского университета (1913—1918, не окончил). С началом мировой войны на фронте в лейб-гвардии Московском полку, в 1915 году контужен, переведён в Главное управление Генштаба.
Начал печатать свои произведения в 1907 году. В 1912—1916 годах посещал артистические кабаре «Бродячая собака» и «Привал комедиантов». Был близок к акмеистам; Николая Гумилёва, с которым познакомился в 1915 году, считал своим учителем и старшим другом. В 1916 году, в Петрограде, М. А. Струве напечатал оставшуюся единственной книжку стихов «Стая». В рецензии 25 апреля Юлий Айхенвальд назвал стихи «сухими и бледными», отметив, что «немногие из этих немногих отличаются бледностью интересной». Спустя некоторое время в «Биржевых ведомостях» появился отзыв Николая Гумилёва: «Вот стихи хорошей школы. Читая их, забываешь, что М. Струве — поэт молодой и что „Стая“ — его первая книга. Уверенность речи, четкость образов и стройность композиции заставляют принимать его стихи без оговорок».
М. А. Струве входил в литературный кружок «Марсельские матросы» Михаила Кузмина (1917), участвовал в сборниках «Альманах муз» (1916) и «Тринадцать поэтов» (1917).
После октября 1917 бежал в Крым, затем в Баку и Тифлис. С 1920 года — в эмиграции, жил в Париже, стал одним из инициаторов создания парижского «Цеха поэтов». Последовательно состоял в различных литературных объединениях: в 1922 году вошёл в общество «Гатарапак», был членом «Палаты поэтов»; с 1923 года входил в объединение «Через»; с 1925 года состоял в Союзе молодых поэтов и писателей; в 1929—1930 годах входил в объединение «Кочевье». Принимал участие в литературно-художественных вечерах Тургеневского артистического общества; был членом Парижского Союза русских писателей и журналистов; входил в Товарищество объединённых русских издательств, где неоднократно выступал с сообщениями. С 1929 года был членом парижской русской ложи «Северное сияние» № 523 (Великая ложа Франции).
Жил в нужде, неудачно пытался покончить с собой (1937).
Печатался во многих русских эмигрантских журналах и газетах: «Иллюстрированная Россия», «Русская мысль», «Версты», «Воля России», «Возрождение», «Дни», «Русские записки» и др., в газете «Последние новости». Участник подготовленного Б. Пантелеймоновым «Русского сборника» (1946). Однако новой книги стихов в эмиграции он так и не выпустил, хотя имел такие планы. Только в 2006 году ряд его стихотворений был напечатан в антологии «Петербург в поэзии русской эмиграции (первая и вторая волна)».
С 1942 года был участником французского движения Сопротивления; после войны был близок к движения советских патриотов, выступал на литературных вечерах «Союза Русских Патриотов» со своими стихами. Сотрудничал в газетах «Русские новости», «Советский патриот».
Умер после операции. Похоронен на кладбище Сент-Женевьев-де-Буа.

## Семья
Дети:
- София (1922—?), художница[2]
- Мария (Гризоли—Струве Мари-Катрин; 1917—1987), живописец, актриса и поэт.